# Amiral Tchabanenko (destroyer)
L'Amiral Tchabanenko est un destroyer de lutte ASM de la classe Oudaloï II en service dans la marine russe, nommé d'après l'amiral Andreï Tchabanenko (en), commandant de la flotte du Nord entre 1952 et 1962.

## Conception
Le destroyer est construit en 1989, pendant la période soviétique, et achevé par la Russie 10 ans plus tard, après la dissolution de l'Union soviétique. En 1999, il est déployé dans la Flotte du Nord.
L'Amiral Tchabanenko est le seul navire du projet 1155.1 (classe Oudaloï II), une version modifiée du projet 1155 (classe Oudaloï). Ce dernier diffère des autres par son armement et ses équipements renforcés en en faisant un destroyer multi-rôle. Il dispose de 8 missiles anti-navires SS-N-22 Sunburn (110 km de portée), comme les Sovremenny, à la place des SS-N-14. Les 2 canons AK-100 de 100 mm sont aussi remplacés par une tourelle bitube AK-130 de 130 mm et les AK-630 par 2 systèmes CADS-N-1. Le CADS-N-1 comprend 8 missiles surface-air SA-N-11 Grison de 8 km de portée, associés à 2 canons multitubes AK-630 de 30 mm.
En ce qui concerne l’armement anti-sous-marin, les lance-roquettes RBU 6000 sont remplacés par des RBU-12000 (en) de 3 km de portée tandis que des missiles anti-sous-marins SS-N-15 « Starfish » (40 km de portée) peuvent être lancés depuis les tubes lance-torpilles. De nombreux équipements (sonars, radars, systèmes de conduite de tir, guerre électronique, etc.) ont été remplacés par des systèmes plus modernes. L’équipage passe à 298 hommes dont 29 officiers.
Le navire comprend des systèmes d'armes mis à jour tels que le missile antinavire SS-N-22 et le système sonar de la série « Zvezda » M-2.

## Historique
En 2008, l'Amiral Tchabanenko devient le premier navire de guerre russe à traverser le canal de Panama depuis la Seconde Guerre mondiale, tout en participant à des exercices conjoints avec la marine vénézuélienne. Fin 2009, il est déployé en compagnie du remorqueur Shakhter de la flotte de la mer Noire au large de la Corne de l'Afrique, dans le cadre d'opérations anti-piraterie au large des côtes somaliennes. Les deux navires naviguent ensuite vers la base navale de Norfolk pour participer à « FRUKUS 2011 », une série d'exercices conjoints entre les marines russe, française, britannique et américaine, qui se déroulent du 23 au 30 juin 2011.
En décembre 2013, l'Amiral Tchabanenko accoste à la 35e usine de réparation navale de Mourmansk pour une révision de ses moteurs. La maintenance est initialement étendue jusqu'en août 2017, mais à la suite de réparations plus approfondies, celles-ci doivent désormais être achevés en décembre 2019. Cependant, le navire est toujours signalé en carénage en 2020. En septembre 2023, il est annoncé que le navire reprendra du service en 2025 au plus tôt.